# موش کور طلایی دماغه
موش کور طلایی دماغه(نام علمی: Chrysochloris asiatica) نام یک گونه از سرده زرین‌سبزها است.